# Villa Championnet
La villa Championnet est une voie du 18e arrondissement de Paris, en France.

## Situation et accès
La villa Championnet est une voie située dans le 18e arrondissement de Paris. Elle débute au 198, rue Championnet et se termine en impasse.

## Origine du nom

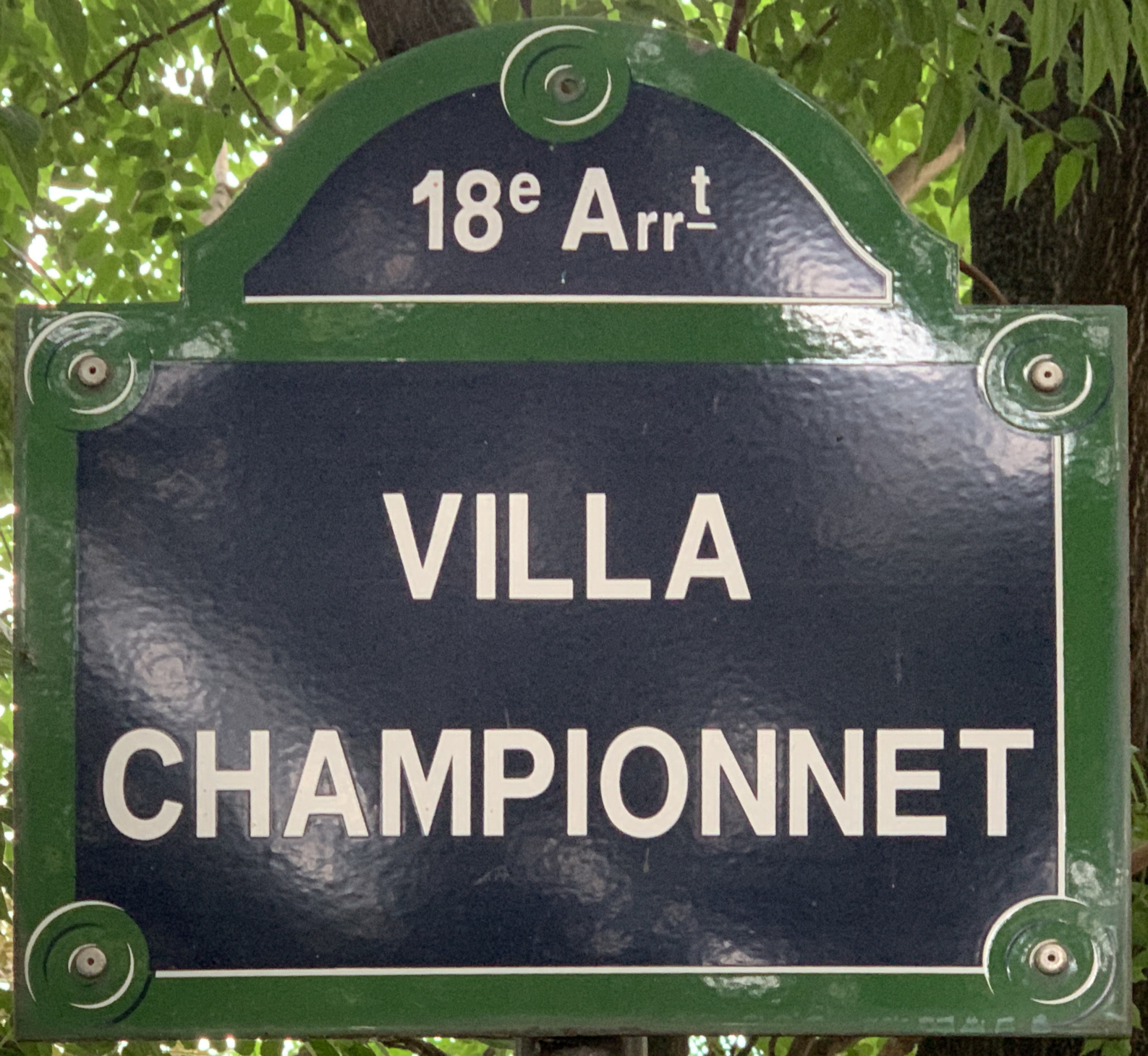
Plaque de la voie.

Cette voie rend hommage à Jean-Étienne Championnet (1762-1800), général de division de la Révolution française.

## Historique
Elle s'appelait auparavant « impasse Jean-Jacques », puis « Andrieux » et a été ouverte à la circulation publique par un arrêté du 23 juin 1959.